# Hōjō Tsunashige
Hōjō Tsunashige est un nom japonais traditionnel ; le nom de famille (ou le nom d'école), Hōjō, précède donc le prénom (ou le nom d'artiste).
Hōjō Tsunashige ou Hōjō Tsunanari (北条 綱成, 1515-11 juin 1587) est un commandant samouraï, officier d'une grande habileté du clan Go-Hōjō pendant l'époque Sengoku de l'histoire du Japon. Il participe à de nombreuses batailles autour de la région de Kantō pour soutenir son clan et il contribue également à l'expansion du domaine de Hōjō. Il est connu pour ses soldats portant des uniformes de couleur jaune ainsi que des bannières exceptionnellement créatives.
Frère adopté de Hōjō Ujiyasu, il commande la défense du château de Kawagoe lors du siège de 1545. Vingt-six ans plus tard, Tsunanari est le commandant du château de Fukazawa lorsque celui-ci est assiégé par le clan Takeda. Défait, Tsunanari se retire au château familial des Hōjō à Odawara.

## Sources de la traduction
- (en) Cet article est partiellement ou en totalité issu de l’article de Wikipédia en anglais intitulé « Hōjō Tsunashige » (voir la liste des auteurs).

- (en) Cet article est partiellement ou en totalité issu de l’article de Wikipédia en anglais intitulé « Hōjō Tsunanari » (voir la liste des auteurs).